# Shoreview
Shoreview – miasto w Stanach Zjednoczonych, w stanie Minnesota, w hrabstwie Ramsey.